# Linia kolejowa Immelborn – Steinbach
Linia kolejowa Immelborn – Steinbach – dawna jednotorowa i niezelektryfikowana linia kolejowa w kraju związkowym Turyngia. Łączy miejscowości Immelborn i Steinbach.